# Erodium sebaceum
Erodium sebaceum är en näveväxtart som beskrevs av Del.. Erodium sebaceum ingår i släktet skatnävor, och familjen näveväxter. Inga underarter finns listade i Catalogue of Life.